# Pasquale Sarullo
Pasquale Sarullo (* 6. April 1828 in Ciminna; † 22. April 1893 in Palermo) war ein italienischer Franziskanerpater und Maler auf Sizilien.

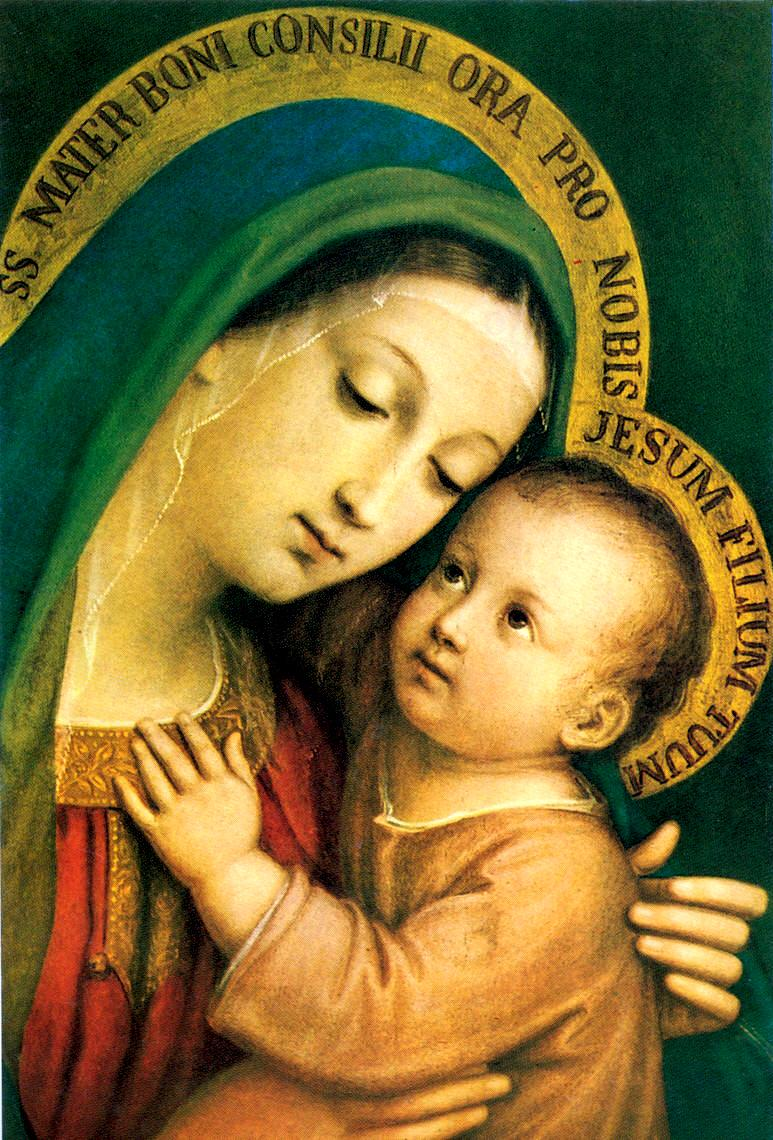
Pasquale Sarullo: Madonna und Kind

## Leben
In jungen Jahren schloss sich Sarullo den Minoritenbrüdern in Ciminna an. Später ging er nach Palermo, wo er dem dortigen Franziskanerkonvent beitrat und bei Giuseppe Patania und Salvatore Lo Forte Unterricht nahm.
Durch ein Marienbild, das er König Ferdinand II. widmete, erhielt er von ihm ein Stipendium, so dass er sein Studium in Neapel und Rom fortsetzen konnte. In der Tiberstadt setzte er sich mit den großen Renaissancemalern, wie Perugino, Raffael, Pinturicchio und Fra Angelico auseinander, die seine Malweise nachhaltig prägten.
Begehrt war Sarullo auch als Porträtist, so standen ihm Maria Christina von Savoyen, der Marchese Forcelli, Bischöfe und zahlreiche Franziskanerbrüder Modell.
1865 stellte er Palazzo Comitini von Palermo das Gemälde einer „Kreuzigung“ aus, das mit einer Medaille ausgezeichnet wurde.
Hauptsächlich schuf er aber Madonnen- und Heiligenbilder für zahlreiche Kirchen, oft in Palermo und dem westlichen Teil Siziliens. In Palermo malte er in der San Francesco d’Assisi, der Santa Chiara und in der Sant Antonio Abate. Er erhielt aber auch Aufträge von Kirchen des italienischen Festlandes von Bologna bis Foligno.
Er starb in Palermo während seiner Arbeit in der Chiesa di San Francesco.

## Werke (Auswahl)
- San Francesco d’Assisi (Ciminna): Wandmalereien “Unbefleckte Empfängnis” und “Sündenfall” (1854)
- Misilmeri, Prozessionsmadonna „Madonna del mese di maggio“: Farbfassung der Madonnenskulptur (1872)
- Chiesa di San Vito Martire (Ventimiglia di Sicilia): “San Francesco di Sales” (1874)
- Chiesa di San Nicoló (Ventimiglia di Sicilia): “Madonna Addolorata”
- Santuario della Madonna delle Grazie (Montevago): “Madonna und Sant'Antonio di Padova” und “San Francesco d’Assisi”
- Convento e Chiesa di San Francesco d'Assisi (Erice): Kreuzigung
- Chiesa di Santa Maria Maddalena (Ciminna): “Johannes Evangelis”, “Maria Magdalena” und Mehrere Porträts von Priestern